# Осборн, Бертран
Бертран Осборн (англ. Bertrand Osborne, 18 апреля 1935 — 4 сентября 2018) — монтсерратский политический и государственный деятель, главный министр заморской территории Великобритании Монтсеррат (премьер — министр, с 13 ноября 1996 по 27 августа 1997), предприниматель.
Был крупным застройщиком и владельцем отеля. В 1967–2013 годах руководил компанией MS Osborne Limited.  
В 1984 году создал Национальную партию развития (НДП), считающуюся одной из первых современных политических партий острова.
С 1987 года течение 14 лет был депутатом Законодательного собрания Монтсеррата. Основал газету The Montserrat Reporter.
Ушёл в отставку со своего поста на фоне демонстраций по поводу его отношений с британским правительством после того, как островное государство пострадало от извержения вулкана.
Скончался после продолжительной болезни.